# Іванівська сільська територіальна громада (Вінницька область)
Іванівська сільська територіальна громада — територіальна громада в Україні, в Хмільницькому районі Вінницької області. Адміністративний центр — село Іванів.
Площа громади — 115,57 км², населення — 7175 мешканців (2018).
Утворена 16 червня 2017 року шляхом об'єднання Гущинецької та Іванівської сільських рад Калинівського району.

## Населені пункти
До складу громади входять 1 селище (Матяшівка) і 13 сіл: Байківка, Грушківці, Гущинці, Жигалівка, Іванів, Іванопіль, Кам'яногірка, Майдан-Бобрик, Пиків, Пиківська Слобідка, Слобідка, Уладівка, Шепіївка.